# Anaprostocetus sringeriensis
Anaprostocetus sringeriensis är en stekelart som beskrevs av T.C. Narendran och Santhosh 2005. Anaprostocetus sringeriensis ingår i släktet Anaprostocetus och familjen finglanssteklar. Inga underarter finns listade i Catalogue of Life.